# Jolly Darkie Target Game
Le Jolly Darkie Target Game est un jeu d'adresse à caractère raciste fabriqué et développé par les frères McLoughlin (aujourd'hui MB). Sorti en 1890, il a perduré au moins jusqu'en 1915.

## Description
L'objectif du jeu est de lancer une balle en bois dans une cible, la « bouche béante » de Sambo,, qui peut s'ouvrir et se fermer. Il était l'un des nombreux jeux produits à la fin du XIXe siècle aux États-Unis et qui représentaient les Afro-Américains comme des « bêtes » et associant les images de Sambo et son visage masculin noir avec des insultes racistes. Dans son ouvrage, Patricia Turner rapporte qu'elle avait entendu parler que des enfants — après la création du jeu — lançaient des balles dans la bouche ouverte d'un homme noir assis à l'extérieur d'un théâtre pour divertir les passants. Le poète cubain José Martí fit part qu'il a été témoin d'une scène similaire à Coney Island.
Il était l'un des nombreux jeux produits à l'époque avec un thème impliquant la violence contre les Noirs « rencontrant une hostilité croissante » aux États-Unis. Le jeu était similaire à un autre intitulé « Hit the Dodger! Knock him Out! », qui consistait à ingérer une pastèque dans la bouche d'un Afro-Américain stéréotypé ; il existait également le « Jolly Nigger Bank » dans lequel les pièces sont insérées dans une bouche en forme de fente. Le consommateur cible pour le jeu était les Blancs, qui l'achetaient pour leurs enfants,. Selon Marguerite Ross Barnett, ce jeu renforce « un thème englobant de domination » des Blancs sur les Noirs. Patricia Turner indique que ces produits reflètent les moyens par lesquels « les consommateurs américains ont trouvé des façons acceptables d'acheter et de vendre des âmes du folk noir », même après l'abolition de l'esclavage aux États-Unis. L'utilisation d'images en noir dans les publicités de matières premières était bien perçue.
Aujourd'hui, le jeu est considéré comme un objet de collection,,. En 1993, il y avait environ 50 000 collectionneurs de souvenirs noirs aux États-Unis, dont environ 70 % étaient des Afro-Américains.